# Jacques Delruelle
Jacques Jules Louis Jean baron Delruelle (Luik, 18 februari 1930 – Elsene, 12 juli 2022) was een Belgisch industrieel en bestuurder.

## Levensloop
Jacques Delruelle was een zoon van minister van Economische Zaken Jules-Emile Delruelle en een broer van volksvertegenwoordiger en senator Gérard Delruelle. Hij liep school aan het Athénée Robert Catteau in Brussel en promoveerde tot doctor in de rechten en behaalde een bijzondere licentie economisch recht aan de Université libre de Bruxelles.
Hij was bestuurder van de Société métallurgique de Prayon, de SA Mines et Métallurgie en de Société générale des minerais.
In 1968 was Delruelle medeoprichter van de Union Wallonne des Entreprises (UWE), waarvan hij van 1975 tot 1979 in opvolging van zijn vader voorzitter was. Vervolgens werd hij de eerste vicevoorzitter van de Conseil économique et social de Wallonie. Van 1967 tot 1995 was hij ook censor van de Nationale Bank van België. Hierna was hij van 1995 tot 1998 regent van de Nationale Bank. Verder was hij:
- lid van de raad van bestuur van SPI+
- voorzitter van de Franstalige afdeling van het Rode Kruis België (1986-2000) en vicevoorzitter van het Rode Kruis België
- voorzitter van de Société littéraire de Liège (1991-1997)
- bestuurder en voorzitter (1999-2004) van de Fondation Désiré Jaumain
- bestuurder van de Fondation Yvonne Boël
- consul-generaal van Monaco voor de provincies Luik en Luxemburg

Hij was gehuwd met Janine Ghobert, liberaal volksvertegenwoordiger, senator en rechter bij het Grondwettelijk Hof. In 1995 werd hij opgenomen in de persoonlijke adel met de titel baron. Ook was hij officier in de Monegaskische Orde van Grimaldi.